# بخش اگوی
بخش اگوی (به لاتین: Aguie Department) یک سکونتگاه مسکونی در نیجر است که در Maradi Region واقع شده‌است.

## خصوصیات
بخش اگوی ۳۸۶٬۱۹۷ نفر جمعیت دارد.